# Literaturpreis der Kunststiftung NRW – Straelener Übersetzerpreis
Der Literaturpreis der Kunststiftung NRW – Straelener Übersetzerpreis (bis 2012 Übersetzerpreis der Kunststiftung NRW, von 2012 bis 2022 Straelener Übersetzerpreis der Kunststiftung NRW) ist ein Literaturpreis und gilt in Deutschland als renommiertester Preis für literarische Übersetzer. Er wird von der Kunststiftung NRW in Kooperation mit dem Europäischen Übersetzer-Kollegium in Straelen vergeben.
Mit dem Preis sollen herausragende Leistungen auf dem Gebiet der literarischen Übersetzung aus einer Fremdsprache ins Deutsche oder aus dem Deutschen in eine andere Sprache gewürdigt werden. Die Auszeichnung ist mit 25.000 Euro dotiert und gehört damit (neben dem Paul-Celan-Preis und dem Wilhelm-Merton-Preis) zu den drei höchstdotierten deutschen Übersetzerpreisen. Sie wurde von 2001 bis 2007 alle zwei Jahre im Europäischen Übersetzer-Kollegium in Straelen verliehen, zweimal aufeinanderfolgend an einen Übersetzer ins Deutsche und dann einmal an einen Übersetzer aus dem Deutschen. Seit 2007 wird der Preis jährlich ausgeschrieben, seit 2012 wird meist auch ein mit 5.000 Euro dotierter Förderpreis vergeben.
Die Stiftung beruft jährlich fünf unabhängige Jury-Mitglieder aus dem Kreis der Literatur-Übersetzer bzw. -kritiker, die über die Preisvergabe entscheiden, darunter oft frühere Träger der Auszeichnung. Preisvorschläge werden von Verlagen, Literaturkritikern und Übersetzern entgegengenommen. Die Ausschreibungsbedingungen werden jeweils im Herbst bekanntgegeben.

## Preisträger
- 2001 Thomas Reschke (Berlin)
- 2003 Bernhard Robben (Fehrbellin-Brunne) und Christa Schuenke (Berlin)
- 2005 Niels Brunse (Kopenhagen)
- 2007 Barbara Kleiner (München)
- 2008 Gerhardt Csejka (Frankfurt am Main)
- 2009 Pierre Deshusses (Lyon)
- 2010 Sabine Baumann (Frankfurt am Main)
- 2011 Terézia Mora (Berlin)
- 2012 Sława Lisiecka (Łódź) für ihr Lebenswerk
- 2013 Nikolaus Stingl (Flensburg) für seine Übersetzung von William Gass’ Der Tunnel aus dem Englischen und sein bisheriges Lebenswerk
- 2014 Marianne Gareis (Berlin) und Michael Kegler (Hofheim am Taunus) für ihre Übersetzungen aus dem brasilianischen Portugiesisch
- 2015 Gerrit Bussink (Amsterdam) für seine Übersetzung von Uwe Timms Roman Vogelweide ins Niederländische
- 2016 Brigitte Döbert für ihre Übersetzung des Romans Die Tutoren von Bora Ćosić aus dem Serbischen sowie ihr übersetzerisches Lebenswerk
- 2017 Frank Heibert und Hinrich Schmidt-Henkel für ihre Neuübersetzung von Raymond Queneaus Stilübungen und zugleich für das übersetzerische Lebenswerk beider Übersetzer
- 2018 Katy Derbyshire für ihre Übersetzung von Clemens Meyers Im Stein in das Englische (Bricks and Mortar) sowie für ihr übersetzerisches Lebenswerk
- 2019 Olga Radetzkaja für ihre Übersetzung aus dem Russischen von Wiktor Schklowskis Roman Sentimentale Reise und ihr übersetzerisches Lebenswerk
- 2020 Hans-Christian Oeser für seine Übersetzung aus dem Englischen von Sebastian Barrys Roman Tage ohne Ende
- 2021 Helga van Beuningen für ihre Übersetzung aus dem Niederländischen von Marieke Lucas Rijnevelds Roman Was man sät sowie für ihr übersetzerisches Lebenswerk
- 2022 Adan Kovacsics für seine Übersetzungen aus der deutschen in die spanische Sprache
- 2023 Fünf Übersetzerinnen und Übersetzer aus der Ukraine (mit einer Dotierung von je 10.000 Euro): Mark Belorusez, Chrystyna Nazarkewytsch, Halyna Petrosanyak, Roksolana Sviato, Nelia Vakhovska[2]
- 2024 Eva Profousová für ihre Übertragung des Romans Ein empfindsamer Mensch von Jáchym Topol aus dem Tschechischen unter besonderer Würdigung ihres übersetzerischen Gesamtwerks
- 2025 Claudia Sinnig für ihre Übersetzung von Ričardas Gavelis‘ Vilnius Poker aus dem Litauischen und ihr übersetzerisches Gesamtwerk

### Förderpreisträger
- 2012 Elżbieta Kalinowska (Krakau) und Katarzyna Leszczyńska (Zürich)
- 2013 Ursel Allenstein (Hamburg) für ihre Übersetzung des Romans Je schneller ich gehe, desto kleiner bin ich von Kjersti A. Skomsvold aus dem Norwegischen
- 2014 Heike Flemming (Berlin) für ihre Übersetzung des Romans Esti von Péter Esterházy
- 2015 Anne Folkertsma (Amsterdam) für ihre Übersetzung des Romans Blutsbrüder von Ernst Haffner
- 2016 Christine Ammann für ihre Übersetzung von Das verborgene Leben des Waldes von David G. Haskell aus dem amerikanischen Englisch
- 2017 Thomas Weiler für die Übersetzung des Romans Paranoia des belarussischen Autors Viktor Martinowitsch
- 2018 Simon Pare für die Übersetzung des Romans Der fliegende Berg von Christoph Ransmayr ins Englische (The Flying Mountain)
- 2019 Jan Schönherr für den aus dem Englischen übersetzten Roman Neu-York von Francis Spufford
- 2020 André Hansen für die Übersetzung des Romans Zwei Brüder von Mahir Guven aus dem Französischen
- 2021 Anna-Nina Kroll für die Übersetzung des Romans Milchmann von Anna Burns aus dem Englischen
- 2022 nicht vergeben
- 2023 nicht vergeben
- 2024 Lisa Mensing für ihre Übersetzung des Romans Birkenschwester von Caro Van Thuyne aus dem Niederländischen
- 2025 Andreas Donat für seine Übertragung des Romans Schatten und Wind von Quynh Tran aus dem Schwedischen ins Deutsche